# Je vous ai compris : de Gaulle, 1958-1962
Pour l’article homonyme, voir Je vous ai compris (téléfilm).
« Je vous ai compris » : de Gaulle, 1958-1962 est un docufiction français réalisé par Serge Moati, diffusé le 2 novembre 2010 sur France 2.

## Fiche technique
- Titre : « Je vous ai compris » : de Gaulle, 1958-1962
- Réalisation : Serge Moati
- Scénario : Hugues Nancy, Christophe Barbier et Serge Moati
- Durée : 95 minutes
- Date de première diffusion : 2 novembre 2010 sur France 2

## Distribution
- Patrick Chesnais : Charles de Gaulle
- Hubert Saint-Macary : Michel Debré
- Mathias Mlekuz : Olivier Guichard
- Pierre-Alain Chapuis : Georges Pompidou
- Jacques Brunet : René Coty
- Jean-Philippe Puymartin : Général Salan
- Catherine Arditi : Yvonne de Gaulle
- François Caron : Guy Mollet

## Autour du film
- Le titre fait référence à la phrase prononcée par De Gaulle lors de son discours à Alger le 4 juin 1958.